# Videodesign

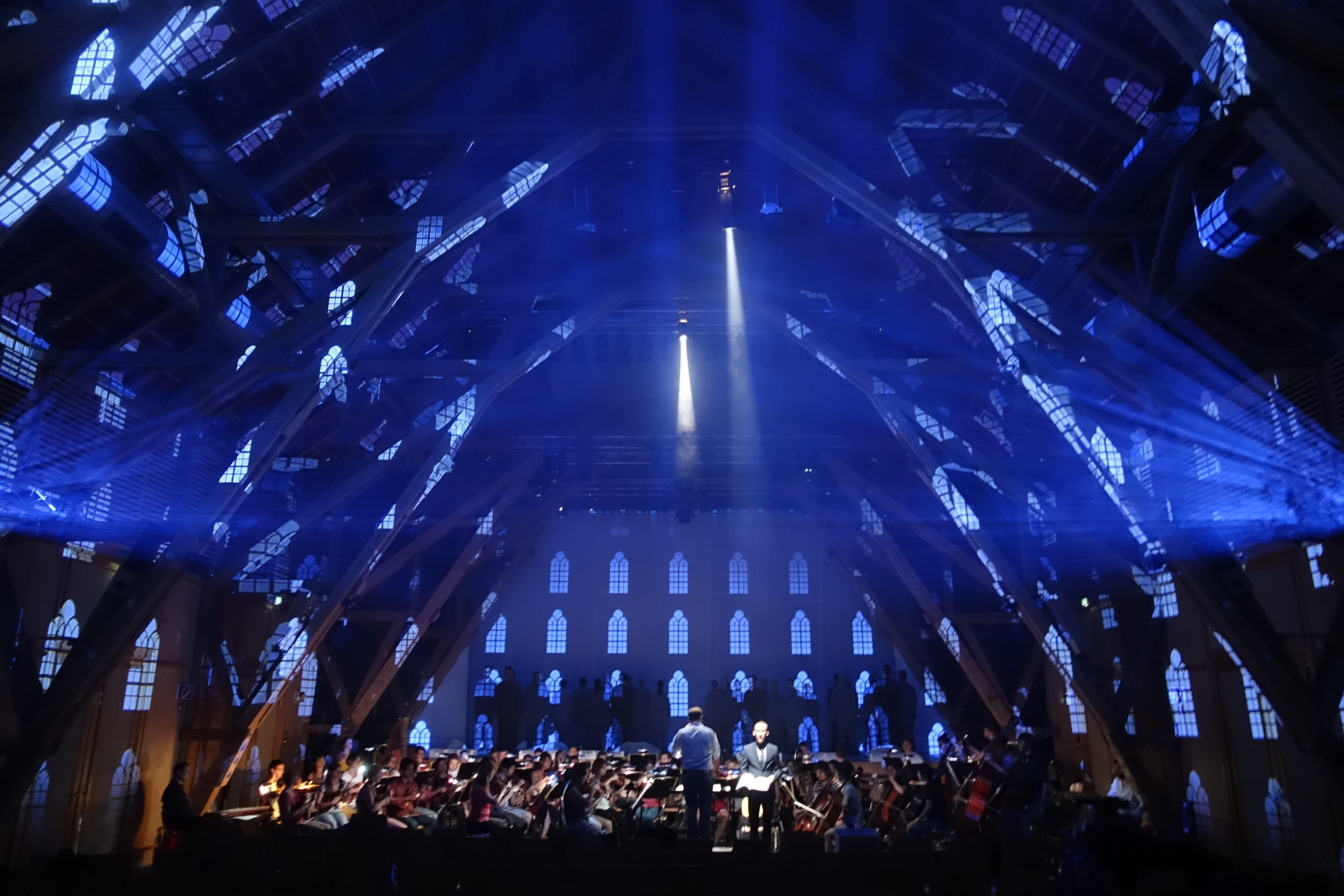
Videodesign zu Carl Orffs: „Der Mond“ Andechs 2015

Videodesign oder Projektionsdesign ist ein Arbeitsbereich der darstellenden Kunst, der in immer mehr Bereichen des öffentlichen Lebens anzutreffen ist. Videodesign befasst sich mit der Integration von Film, Fotografie, Animation und Grafikdesign in das Feld von Schauspiel- und Opernaufführungen, Konzerten, Musicals, Choreografien, Performances, Filmen sowie Veranstaltungen. Videodesign hat sich erst zuletzt mit der Entwicklung der Videotechnik sowie der Videoprojektortechnik in breiterer Form etabliert. Bevor dieser neue Zweig entstanden ist, zeichneten auch Bühnenbildner oder Lichtdesigner für dieses Gewerk verantwortlich. In diesem Bereich arbeitende Personen werden meist als Videodesigner bezeichnet. Allerdings gibt es auch verschiedene andere Bezeichnungen, so wird unter anderem im Theaterbetrieb auch Projektionsdesigner, Videokünstler, Mediendesigner, Videoregisseur oder schlicht Video verwendet. Das Videodesign stellt eine neue Gattung im Bereich der Bühnenkunst dar, so dass Videodesigner ihre eigenen Techniken, Abläufe und Regeln definieren.
Der deutsche Berufsverband ist der Bund der Szenografen.

## Geschichte
Film und Videoinhalte wurden bereits sehr früh in Bühnenstücke eingepflegt. Die ersten bühnentauglichen Geräte entwickelte die Firma Pani mit einem Projektionsapparat, der eine Scheibe enthielt, die man bemalen konnte. Der Bühnenregisseur Erwin Piscator, der die Berliner Volksbühne in den 1920er Jahren leitete, benutzte oft Projektionen bei seinen Bühnenbildern. Nachdem Ende der 80er Jahre die Entwicklung der Digitaltechnik mit enormen Schritten voranschritt, kamen erstmals Digitalprojektoren auf den Markt, die nach und nach erschwinglich wurden. Die Rolle des Videodesigners hat sich zeitgleich mit der Technik und der Programme weiterentwickelt. Man versucht mit dem Videodesign den Wunsch nach erweiterten technischen Möglichkeiten, die Projektionen bieten können, gerecht zu werden.

## Arbeitsbeschreibung eines Videodesigners
Je nach Stück und unter Einbeziehung der verschiedenen Möglichkeiten, wie ein Leading Team (Regie, Bühnenbild, Lichtdesign, Videodesign, Kostüme) bei einem Stück zusammenarbeitet, variiert die Rolle des Videodesigners von Stück zu Stück. Videodesign unterteilt sich in folgende Schwerpunkte:
- Erstellung eines Videokonzeptes für das Theaterstück, in Zusammenarbeit mit den anderen Produktionsmitgliedern, um sicher zu gehen, dass die Veranstaltung einheitlich, d. h. aus einem „Guss“ ist
- Erstellung von Videoinhalten mittels 2D- und 3D-Animation, Grafikdesign, Stop Motion Technik, Illustrierung, Filmen oder anderen Verfahren der Filmtechnik
- Führen der Regie, des Lichts und der Kamera bei den Filmclips, die für ein Stück erstellt werden
- Erstellen eines Technik-Plans inklusive des Riggings, um das Video auf die Bühne zu bekommen, einschließlich der Auswahl des Medienservers, der Kabelwege und letztlich der Projektoren, LED-Wände oder Fernseher und deren Integration, wobei hohe Stabilität und Ausfallsicherheit zu gewährleisten ist

Dies ist ein weitläufiger Bereich, es ist daher nicht unüblich, dass Videodesigner im Team arbeiten oder mit Partnern oder Assistenten zusammenarbeiten, die einzelne Aufgaben übernehmen.
Als Beispiel: Ein Videodesigner übernimmt das Konzept eines Stückes und animiert Inhalte, ein weiterer Videodesigner programmiert dann den Medienserver, ein weiterer erstellt 3D Inhalte.

## Ausbildung
In Deutschland kann man die Arbeit des Videodesigner noch nicht in einem Studium erlernen. Die meisten Videodesigner sind Autodidakten und Quereinsteiger (z. B. Architekten, Filmer, Bühnenbildner oder auch ehemalige Lichtgestalter).

## Deutsche Videodesignerinnen und Videodesigner
- Voxi Bärenklau
- Philip Bußmann
- Meika Dresenkamp
- Jana Findeklee & Joki Tewes
- FettFilm
- Chris Kondek
- Raphael Kurig
- Claudia Lehmann
- Thomas Reimer
- Jo Schramm